# Francesco D’Aquino di Caramanico
Francesco D’Aquino, książę di Caramanico (ur. 27 lutego 1738 w Neapolu, zm. 9 stycznia 1795 w Palermo) – neapolitański polityk-reformator, patron uczonych i człowiek oświecenia.
Założył Obserwatorium Astronomiczne w Palermo.
W roku 1779 polecił Królowej Neapolu Marii Karolinie Anglika Johna Actona na stanowisko ministra floty.
Na początku roku 1786 zastąpił Domenico Caracciolo na stanowisku wicekróla Sycylii, gdy Caracciolo został pierwszym ministrem Królestwa Neapolu zastępując w tej roli Giuseppe Beccadelliego, markiza della Sambuca.
Jako wicekról Sycylii 4 maja 1789 roku Caramanico zniósł pańszczyznę i potwierdził wolności jednostki.
W roku 1794 ponownie został wicekrólem Sycylii. Zmarł pełniąc tę funkcję.